# Музей Пантелеймона Куліша
Музей Пантелеймона Куліша — діє у місті Шостка Сумської області на базі Шосткинської центральної міської бібліотеки КЗ «Шосткинська публічна бібліотека» у 2006 році. Розташований по вул. Миру, 11.

## Історія створення
1 серпня 2006 року у місті Шостка Сумської областї відкрито громадський музей Пантелеймона Куліша. Музей працює на базі Шосткинської центральної міської бібліотеки КЗ «Шосткинська публічна бібліотека» по вулиці Миру, 11.
Ідея створення музею Пантелеймона Куліша виникла у 2005 році під час проведення Загальнонаціонального конкурсу «Українська мова–мова єднання». Гостем конкурсу був Олександр Лазаревський, краєзнавець, член Національної спілки письменників України, правнук відомого історика О. М. Лазаревського. У привітальному слові дослідник зробив сенсаційне повідомлення: в особистому архіві родини зберігається лист П. Куліша і він охоче подарував би його майбутньому музею. Ініціативу підтримав Шосткинський міський голова Микола Нога. Задум реалізували працівники Шосткинської центральної міської бібліотеки. Консультантом в оформленні експозиційної зали музею став народний художник України Анатолій Гайдамака.

## Експозиція музею
Музей Пантелеймона Куліша зберігає, вивчає та пропагує творчу спадщину корифея української культури. Сьогодні його фонди нараховують понад 500 експонатів. Експозицію складено таким чином, щоб розкрити всі грані творчості та діяльності П.Куліша — письменника, перекладача, видавця, бібліографа, творця «Граматки», першого біографа та видавця епістолярної спадщини М. Гоголя, критика, фольклориста тощо.
Ключове місце займає літературно-мистецька експозиція, найбільш численна за кількістю експонатів. Головний акцент зроблено саме на виданнях Кулішевих творів та літератури про нього. Серед реліквій — прижиттєві видання творів Пантелеймона Олександровича «Крашанка», «Про злодія», «Орися». У музеї зберігаються унікальні стародруки перекладів творів Шекспіра (1862), «Гамлет» (1899), «Приборкана гоструха» (1900), «Біблія» українською мовою, «Чорна рада» (1925) та багато інших раритетних видань.
У наш час відомо біля двох десятків прижиттєвих світлин письменника. Деякі з них представлені в експозиції, а ще — портрети осіб із Кулішевого оточення, світлини подружжя Кулішів. У музеї експонуються копії записів з метричних книг про народження П. Куліша та Г. Барвінок, документи про їхнє життя і творчість, перезнімки малюнків, архівні матеріали. Є карти, яка відображають перебування письменника за кордоном та в Україні.
На почесному місці — перший експонат музею — лист П. Куліша, подарований Олександром Лазаревським. У листі йде мова про те, як родичі Куліша святкували Різдво.
Гордість експозиції — рушник, вишитий Ганною Барвінок (дружиною П. Куліша) та подарований шосткинському музею її правнуком Григорієм Кудравцем.
Окрема експозиція присвячена роману «Чорна рада». Цей твір довго йшов до свого читача, долаючи утиски цензури. При написанні П. Куліш користувався історичними джерелами, зокрема, літописом Самовидця. Поруч розташовані цікаві історичні документи: складена французьким інженером Бопланом карта України І-ї половини ХVІІ ст., підписи гетьманів України та карта Новгород-Сіверського намісництва (1786).
Куліш був першим біографом Миколи Гоголя. Він ретельно розбирав його рукописи, зустрічався з тими людьми, які особисто були знайомі з Гоголем. Куліш видав 6 томів спадщини Миколи Гоголя.
Найбільшим своїм творчим успіхом Пантелеймон Куліш вважав двотомну збірку фольклорно-історичних і етнографічних матеріалів «Записки о Южной Руси». З'явилась вона в Петербурзі у 1856—1857 рр. і викликала подив та захоплення. Збірка була написана «кулішівкою»– віднайденим Кулішем фонетичним правописом.
На особливу увагу заслуговують «Скарби Кулішевого поля», віднайдені місцевими археологами у 2009 році на місці колишнього Кулішевого хутора (Гуків хутір). Це мідний натільний хрест, монети, найстаріша з яких випущена у 1719 році — за 100 років до народження Куліша, фрагменти посуду і речей домашнього вжитку.
Викликає зацікавлення і фотоекспозиція про Ганнину Пустинь — родовий маєток дружини Куліша (Борзнянський район Чернігівської області). Є фото відреставрованого будинку та могил. Скульптури Куліша та його дружини, а також альтанка з'явилися лише нещодавно, після реставрації.
Шосткинський музей Пантеймона Куліша має в колекції пам'ятні монети НБУ «Пантелеймон Куліш» (2019) та  пам'ятна монета до 175 років створення Кирило-Мефодіївського товариства (2020).
Фольклорно-етнографічну діяльність Пантелеймона Куліша розкриває етнокуточок з предметами давнього українського побуту. У колекції музею зберігаються старовинні меблі, посуд та предмети вжитку ХІХ ст., унікальні рушники та жіночий одяг кінця ХVІІ  — поч. ХІХ ст., дзеркало та годинник кінця ХVІІІ — поч. ХІХ ст.
Народний художник України, почесний громадянин міста Шостка Віктор Ковтун подарував музею портрет «Славетний українець П. Куліш», а народний художник України Микола Стратілат портрет «Ганна Барвінок». Картини шосткинських художників Володимира Афоніна, Тамари Ціун, Ігоря Сірого, портрети письменника, виконані майстринями у різних видах мистецтва: кавовий живопис, тополиний пух, вишивка хрестиком, ілюстрації до творів, живописні краєвиди Гукова хутора засвідчують шану до постаті П. Куліша.
У 2019 році, до 200-річчя від дня народження Пантелеймона Олександровича, в музеї відкрита унікальна цифрова кімната Digital Art. 3D-кімната, спроєктована з використанням сучасних Art та IT технологій дозволяє поринути у фантастичне видовищне оточення. В інтерактивній формі з 5-ти мультимедійних проєкторів виводяться на стіни і підлогу тематичні зображення. Завдяки цьому відвідувачі можуть взаємодіяти і керувати елементами віртуальної реальності.
Автентичні елементи інтер'єру робочого кабінету письменника — дошки з підлог двох садиб. Одна з них знаходилась на Гуковому хуторі, інша — Огієвських на Кролевеччині. По цих дошках колись ходили Пантелеймон Куліш та Тарас Шевченко. Фотозона зі старовинним вбранням дозволяє на деякий час з реального часу потрапити до минулого, побачити й відчути атмосферу епохи Куліша.
|                 | Музей Пантелеймона Куліша, який діє в Шосткинській центральній міській бібліотеці, проводить велику просвітницьку й культурну роботу, пропагуючи діяльність земляка - визначного українського письменника. Із експозицій та заходів, які він проводить, постає дуже правдива постать Куліша. Радий тут бувати, долучатися до важливої і потрібної справи. |
| — Микола Бондар | |

## Пріоритети у діяльності музею та вшанування імені П. Куліша
З метою поповнення фондів музею бібліотекарі активно займаються пошуковою роботою, відстежують раритетні й нові матеріали про П. Куліша, підтримують зв'язки з науковцями-дослідниками. З 2005 року, у серпні в день народження Пантелеймона Олександровича Куліша, на Шосткинщині проходять Кулішівські читання (з 2021 — КулішFEST). На свято збираються відомі літератори, науковці, освітяни, краєзнавці та просто шанувальники творчості Великого Сіверця.
Традиційні Серпневі зустрічі розпочинаються в Шосткинській центральній міській бібліотеці. У затишку катальпових дерев на майданчику біля музею Пантелеймона Куліша проходять різноманітні літературно-митецькі конкурси, театралізовані дійства, творчі зустрічі, презентації.
Збагнути наповторне Кулішеве новаторство, сприйняти світогляд його прекрасного письменства, передати і усвідомити мудре слово найкраще вдається, коли зустрічаються разом дослідники і шанувальники. Для цього колектив Шосткинської центральної міської бібліотеки організовує та проводить науково-просвітницькі конференції, учасниками яких стають літератори, науковці, краєзнавці з багатьох куточків України та зарубіжжя. Свої наукові розвідки для шосткинської аудиторії презентували: Олесь Федорук, Василь Івашків, Григорій Кудравець, Василь Задорожний, Микола Бондар, Олена Кумеда, Віктор Терлецький, В'ячеслав Кириєвський, Наталія Міллер, Тетяна Рязанова та інші.
За матеріалами конференцій укладаються окремі збірники: «Дивосвіт Кулішевого слова» (2007); «Пантелеймон Куліш: письменник, історіософ, громадянин» (2010); «Пантелеймон Куліш в історії української культури» (2016).
Дослідницькою діяльністю займаються і бібліотекарі. Результатом проведеної роботи є публікації в масмедіа та окремі видання: «Творчими стежками Куліша» (2009), «Мала батьківщина Пантелеймона Куліша» (2011); «У пошуках правопису: КУЛІШІВКА» (2018); біобібліографічний покажчик «Духовна висота Пантелеймона Куліша»: до 200-річчя від дня народження (2019).
У 200-й ювілейний (2019 р.), за круглим столом, постать Куліша обговорювали: народний депутат України Ігор Молоток, академік Василь Кремень, заступник міністра освіти і науки України Максим Стріха, директор інституту української мови НАН України Павло Гриценко, доцентка Львівського національного університету ім. І. Франка Ольга Лучук[4] та багато інших відомих науковців та літераторів.
|                                                                                            | Коли ми сьогодні святкуємо саме на цих теренах його День народження - ми значною мірою святкуємо і день переродження української мови у літературну мову. Він перший свідомо поставив проблему: українська мова - це не мова тільки села, це мова високого інтелекту! |
| — Павло Гриценко, мовознавець-діалектолог, директор Інституту української мови НАН України | |

Музей щороку відвідує понад 2000 чоловік. Мовою рідною, англійською, німецькою, болгарською, арабською освідчуються в любові до Куліша та залишають свої враження в Книзі відгуків музею.
У різні часи гостями музею були видатні особистості сучасності. Свої проникливі побажання залишили Лауреат Шевченківської премії, академік Анатолій Погрібний, академік НАН України Юрій Шемшученко, професор Гарвардського університету (США) Григорій Грабович, професор, літературознавець Олесь Федорук, академік, народний художник України Анатолій Мельник, народний художник України Анатолій Гайдамака, народний художник України Микола Стратілат, народний художник України, почесний громадянин міста Шостка Віктор Ковтун, Герой України, поет Іван Драч, народний художник України, наукові співробітники інституту ім. Т. Шевченка НАН України та державних університетів України, гості з Болгарії, Німеччини, Єгипту. Гостями музею були й сучасні українські письменники і поети: Антонія Цвіт, Брати Капранови, Макс Кідрук, Михайло Шевченко, Олександр Шугай, Петро Засенко, Світлана Талан, лауреатка Національної премії України імені Тараса Шевченка- 2022 Тамара Горіха Зерня та багато інших.
|                                                        | Дуже приємно, що існує у цьому великому світі така невеличка чиста оаза духу славетного Пантелеймона, як цілюща вода життєдайна |
| — український поет і прозаїк Василь Довжик (1943-2022) | |